# Basilique Notre-Dame-de-Grâces de Sardhana
 (août 2022).
Si vous disposez d'ouvrages ou d'articles de référence ou si vous connaissez des sites web de qualité traitant du thème abordé ici, merci de compléter l'article en donnant les références utiles à sa vérifiabilité et en les liant à la section « Notes et références ».
Cette  basilique n’est pas la seule basilique Notre-Dame-de-Grâces.
La basilique Notre-Dame-de-Grâces de Sardhana est un édifice religieux catholique situé à Sardhana, dans l'État de Uttar Pradesh en Inde, construit en 1822 par la bégum Samru, princesse catholique de Sardhana. Devenue un centre de pèlerinage marial, surtout durant le seconde moitié du XXe siècle, l'église fut élevé' au rang de basilique mineure par Jean XXIII en 1961.

## Histoire
En 1781, trois ans après le décès de son mari, Walter Reinhardt Sombre, la bégum Samru, princesse et souveraine de Sardhana, est baptisée et reçue dans l'Église catholique romaine. Libérée d'obligations militaires trop pressantes après la chute de l'Empire moghol en 1803, elle s'engage dans un programme de développement de sa principauté qui comprend entre autres la construction d'une église « digne du service divin ».

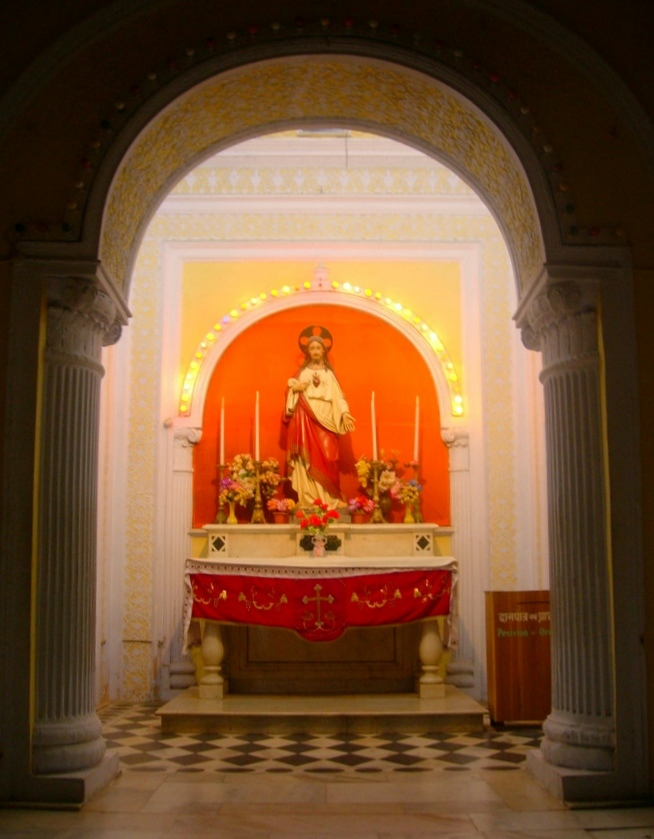
La chapelle du Sacré-Cœur, dans la basilique de Sardhana

Un architecte italien de Padoue, Antonio Reghelini, en est le maître d'œuvre. Les travaux commencent en 1809 et sont terminés vers 1822. Une plaque de marbre près de l'entrée porte ce texte (en latin) : « À Dieu très grand et très bon. La très illustre Dame Jeanne Sombre, souveraine de Sardhana, a élevé cette église de ses propres fonds et l'a dédiée et placée, suivant le rite catholique romain, sous le titre et le patronage de la Vierge Marie, Mère de Dieu. Année du Seigneur 1822. »
Des travaux de finition continuent jusqu'en 1829. L'église est finalement consacrée durant une cérémonie solennelle présidée par l'évêque d'Âgrâ, Antonio Pezzoni, le 29 décembre 1829. 
Non contente d'avoir son église, la bégum Samru souhaite que son aumônier personnel, Julius Caesar Scotti, un prêtre italien, devienne évêque et son église une cathédrale. Elle écrit au pape Grégoire XVI : « Je suis fière de dire que cette église est, sans exception, reconnue comme la plus belle de toute l'Inde ». Un généreux don aide Grégoire XVI à se décider : dans une lettre du 12 septembre 1834 il crée le vicariat apostolique de Sardhana et Scotti est consacré évêque. Après la mort de la bégum il retournera en Italie (où il meurt en 1863), et ne sera pas remplacé à Sardhana.
À sa mort le 2 janvier 1836, la bégum est enterrée dans une chapelle latérale de l’église. 40 ans plus tard, son arrière-petit-fils (par adoption), David Ochterlony Dyce Sombre, fait venir d'Italie un imposant monument de marbre et le 14 mai 1870 la dépouille de la bégum est solennellement transférée dans la chapelle où elle se trouve aujourd'hui.

## Basilique mariale
Des l'origine l'église fut dédiée à la Vierge Marie. Cependant l'idée d'en faire un sanctuaire prit naissance au début des années 1950, en particulier durant l'année mariale de 1954. Déjà en 1950 pour célébrer l'Assomption de Marie (dont le dogme venait d’être défini) des pèlerinages furent organisés à Sardhana. 
En 1955, les catholiques de Livourne en Italie offrent une copie de leur Notre-Dame de Grâces vénérée au sanctuaire de Montenero à Livourne. À Sardhana, l'église devient sanctuaire diocésain Notre-Dame-de-Grâces le 7 novembre 1957. L'image est officiellement installée dans la chapelle latérale gauche spécialement aménagée pour la recevoir, par le promoteur du projet, Joseph Bartholomew Evangelisti (de), archevêque d'Agra, devenu évêque de Meerut (de) en 1956. 
Depuis lors deux fois par an — en mars et novembre — de larges pèlerinages mariaux sont organisés à Sardhana. Les chrétiens viennent de Delhi et de l'Inde du Nord. De nombreux non-chrétiens visitent également le sanctuaire. Le 19 décembre 1961, Jean XXIII éleva le sanctuaire au rang de basilique mineure.